# Neuroleon loangeinus
Neuroleon loangeinus är en insektsart som beskrevs av Navás 1932. Neuroleon loangeinus ingår i släktet Neuroleon och familjen myrlejonsländor. Inga underarter finns listade i Catalogue of Life.